# 95. Infanterie-Division (Wehrmacht)
La 95. Infanterie-Division fu una divisione dell'esercito tedesco attiva durante la seconda guerra mondiale, che venne creata nel 1939 e fu impiegata nella campagna di Francia e sul fronte orientale, dove fu sciolta nel luglio 1944, per poi essere riformata nel settembre dello stesso anno ed arrendersi ai sovietici nel 1945.

## Storia
La divisione fu costituita il 19 settembre 1939, nelle aree di addestramento militare di Wildflecken e Hammelburg ed era equipaggiata con armi ceche. Alla fine di dicembre 1939 venne schierata lungo il confine con la Francia e nel giugno 1940 prese parte alla campagna di Francia, sfondando la linea Maginot vicino a Merzig. La divisione fu mandata in riserva, dall'agosto 1940 al febbraio 1941, quando fu schierata come forza di occupazione nel nord della Francia. Nel luglio 1941 venne trasferita in Ucraina, per poi marciare su Kiev e da ottobre prese parte alle battaglie tra Bryansk e Kursk. All'inizio del 1942 combatté a Kursk, Voronezh e nell'autunno a Rzhev. All'inizio del 1943 fu coinvolta in pesanti battaglie difensive e di ritirata vicino a Yelnya, Bryansk, Gomel e Bobruisk. Nell'inverno tra il 1943 ed il 1944 fu riorganizzata in una nuova divisione di tipo 44 e combatté per Bobruisk e Vitebsk, dove fu distrutta nel giugno 1944. Il 21 luglio 1944, fu sciolta dalla 3. Panzerarmee ed i suoi resti formarono il Divisionsgruppe 95.
Il 10 settembre 1944, una nuova 95. Infanterie-Division fu costituita dell'Heeresgruppe Mitte, nella Prussia orientale; al momento della ridenominazione, la divisione si trovava a nord di Kauen e fu gravemente danneggiata dai precedenti attacchi sovietici e dalle conseguenti battaglie di ritirata. L'attacco sovietico per raggiungere la costa baltica è iniziato il 6 ottobre ed il fronte della divisione fu penetrato per tutta la sua lunghezza; la divisione dovette quindi ritirarsi con pesanti perdite. Si ritirò su Tauroggen e Ragnit, per poi attraversare il Memel e successivamente venne schierata sul fronte settentrionale della testa di ponte di Memel tra Gut Löllen e il Mar Baltico. Il grande attacco sovietico iniziò in questa zona a metà gennaio 1945, respingendo le truppe tedesche a Samland. La divisione continuò a ritirarsi, ma fu fatta prigioniera dalle truppe dell'Armata Rossa vicino a Pillau e Hel.

## Ordine di battaglia

### 95. Infanterie-Division 1939[1]
- Infanterie-Regiment 278
- Infanterie-Regiment 279
- Infanterie-Regiment 280
- Artillerie-Regiment 195
- Pionier-Bataillon 195
- Panzerabwehr-Abteilung 195
- Infanterie-Divisions-Nachrichten-Abteilung 195
- Infanterie-Divisions-Nachschubführer 195

### 95. Infanterie-Division 1944[1]
- Grenadier-Regiment 278
- Grenadier-Regiment 279
- Grenadier-Regiment 280
- Feldersatz-Bataillon 195
- Füsilier-Bataillon 95
- Artillerie-Regiment 195
- Pionier-Bataillon 195
- Panzerabwehr-Abteilung 195
- Infanterie-Divisions-Nachrichten-Abteilung 195
- Infanterie-Divisions-Nachschubführer 195

## Decorazioni
Alcuni soldati della 95. Infanterie-division furono premiati per le loro azioni in guerra:
- Croce Tedesca
  - in oro: 13
- Croce di Cavaliere della croce di ferro: 17[4]
  - Croce di Cavaliere con foglie di quercia: 1
- Distintivo per combattimenti ravvicinati:
  - in bronzo: 2

## Comandanti
- Generalleutnant Hans-Heinrich Sixt von Arnim (25 settembre 1939 - 10 maggio 1942)
- Generalleutnant Friedrich Zickwolff (10 maggio 1942 - 6 settembre 1942)
- Generalleutnant Friedrich Karst (6 settembre 1942 - 1° ottobre 1942)
- Generalleutnant Eduard Aldrian (1° ottobre 1942 - 3 ottobre 1942)
- General der Infanterie Edgar Röhricht (3 ottobre 1942 - settembre 1943)
- Generalmajor Gustav Gihr (settembre 1943 - 27 febbraio 1944)
- Generalmajor Herbert Michaelis (27 febbraio 1944 - 28 giugno 1944)
- Generalmajor Joachim-Friedrich Lang (30 giugno 1944 - 16 aprile 1945)[1]